# Disney Publishing Worldwide
Disney Publishing Worldwide is de uitgeverstak van The Walt Disney Company, die verantwoordelijk is voor de distributie van Disney-boeken binnen de Verenigde Staten en, via onafhankelijke uitgeverijen, voor de distributie van alle Disney-gerelateerde boeken buiten de Verenigde Staten. De uitgeverij staat ook wel bekend als simpelweg Disney Books.